# Fronteira
Fronteira és un municipi portuguès al districte de Portalegre (regió d'Alentejo, subregió de l'Alto Alentejo). L'any 2006 tenia 3.286 habitants. Limita al nord amb Alter do Chão, a l'est amb Monforte, al sud-est amb Estremoz, al sud amb Sousel i a l'oest amb Avis.
La carta foral del concelho fou concedida per Manuel I de Portugal l'1 de juny de 1512.

## Població
| Població del concelho de Fronteira (1801 – 2004) | Població del concelho de Fronteira (1801 – 2004) | Població del concelho de Fronteira (1801 – 2004) | Població del concelho de Fronteira (1801 – 2004) | Població del concelho de Fronteira (1801 – 2004) | Població del concelho de Fronteira (1801 – 2004) | Població del concelho de Fronteira (1801 – 2004) | Població del concelho de Fronteira (1801 – 2004) | Població del concelho de Fronteira (1801 – 2004) |
| ------------------------------------------------ | ------------------------------------------------ | ------------------------------------------------ | ------------------------------------------------ | ------------------------------------------------ | ------------------------------------------------ | ------------------------------------------------ | ------------------------------------------------ | ------------------------------------------------ |
| 1801                                             | 1849                                             | 1900                                             | 1930                                             | 1960                                             | 1981                                             | 1991                                             | 2001                                             | 2004                                             |
| 2182                                             | 2366                                             | 3385                                             | 4774                                             | 7063                                             | 4452                                             | 4122                                             | 3732                                             | 3422                                             |

## Freguesies
- Cabeço de Vide
- Fronteira
- São Saturnino